# Villadia recurva
Villadia recurva är en fetbladsväxtart som beskrevs av R. V Moran, M. Kimnach och C.H. Uhl. Villadia recurva ingår i släktet Villadia och familjen fetbladsväxter. Inga underarter finns listade i Catalogue of Life.